# Raila Odinga
Pour les articles homonymes, voir Odinga.
Raila Amolo Odinga, né le 7 janvier 1945 à Maseno, est un homme d'État kényan, d'origine luo et fils d'Oginga Odinga, le premier vice-président de la République. Il est Premier ministre de 2008 à 2013.

## Biographie

### Naissance
Il naît le 7 janvier 1945 au Maseno Mission Hospital de Maseno de l'union de Oginga Odinga et de Mary Odhiambo Juma Ng'ong'a.

Il est le 2e d'une fratrie de dix-huit enfants (dont neuf avec Mary) : un frère aîné Oburu (député à l'Assemblée nationale du Kenya), quatre sœurs cadettes Agola, Wenwa Akinyi (consul général au consulat du Kenya à Los Angeles,), Beryl Achieng' et Odima, suivies de deux garçons Omondi et Osewe et enfin de la benjamine Ruth Adhiambo.

### Éducation et carrière non politique
Après sa scolarité primaire à la Kisumu Union Primary School, il poursuit et termine ses études secondaires à la Maranda Primary and High School en 1962. Pendant deux ans, il suit les cours de philologie de l'institut Heider de l'université de Leipzig. Il reçoit, en 1965 une bourse d'études qui lui permet de poursuivre à l'école supérieure de machinerie lourde de Magdebourg d'où il sort, en 1970, avec un baccalauréat en sciences appliquées (BASc) et un titre d'ingénieur en génie mécanique.
Dès son retour au Kenya, il obtient un poste de chargé de cours (lecturer) à l'université de Nairobi et, en 1971, fonde avec son père la Standard Processing Equipment Construction & Erection Limited, une société qui produit des réservoirs pour le gaz de pétrole liquéfié, qui sera renommée, plus tard East African Spectre.

En 1973, il abandonne son poste à l'université pour se consacrer à sa société commerciale. En 1974, il devient directeur de département à l'agence publique Kenya Bureau of Standards (KEBS) responsable des normes de la métrologie et se lance dans la politique avec comme but un siège de parlementaire (MP) pour la circonscription électorale de Lang'ata située dans la zone de Nairobi et qui inclut Kibera.

### Carrière politique

#### Dissidence et exil
En 1982, alors qu'il est devenu le directeur général de la KEBS depuis 1978, il est accusé d'être l'un des instigateurs de la tentative du coup d'État raté du 1er août 1982 perpétré par la force aérienne kényane contre le président Daniel arap Moi. Il est détenu préventivement pendant 7 mois avant d'être incarcéré, sans avoir jamais été jugé, à la prison de haute sécurité de Kamiti à Nairobi jusqu'au 6 février 1988.

En septembre 1988, il est de nouveau arrêté. Cette fois, pour son appartenance au Kenya Revolutionary Movement (KRM), une organisation luttant en faveur du multipartisme au Kenya, et emprisonné jusqu'au 12 juin 1989. C'est pendant cette période que les Luo lui donnent un autre surnom, celui d'Agwambo ce qui signifie « mystérieux ». Le 5 juillet 1990, il est encore écroué, jusqu'au 21 juin 1991, à la prison de Kamiti toujours à cause de ses appels publics en faveur du multipartisme.

Le 3 octobre 1991, apprenant qu'il serait encore arrêté deux jours plus tard lors d'un rassemblement à Kamukunji (Nairobi) en faveur de la restauration de la démocratie, il demande à l'ambassade des États-Unis pour bénéficier du droit d'asile politique ce qui lui est refusé. Il fuit alors Nairobi, d'abord déguisé en prêtre et sous le nom d'emprunt de « Père Augustine » et, le lendemain matin, traverse le lac Victoria jusqu'en Ouganda pour s'exiler en Norvège, qui accepte de l'accueillir, non sans avoir encore changé deux fois d'identité pendant sa fuite.

#### Retour au pays et carrière

##### Élections générales de 1992

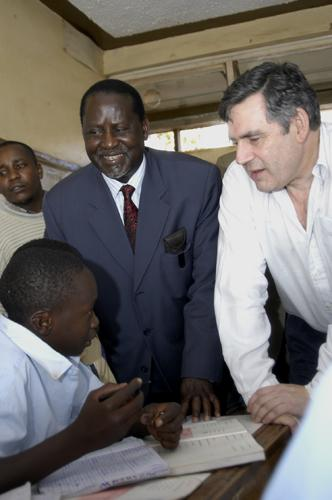
Raila Odinga et Gordon Brown, en 2005.

En février 1992, il rentre au pays et rejoint le parti politique Forum for the Restoration of Democracy (FORD) présidé par son père. Au mois d'août suivant, soit avant les premières réelles élections nationales multipartites de décembre, le FORD se scinde, en Forum for the Restoration of Democracy – Asili (FORD-Asili) mené par Kenneth Matiba (en) et en Ford-Kenya (FK) mené par Oginga Odinga qui confie à son fils le soin de diriger la campagne électorale du FK.

Il est élu député de la circonscription électorale de Lang'ata (une des huit circonscriptions de la zone de Nairobi).

Après la mort de son père le 20 janvier 1994, Michael Wamalwa Kijana (en) devient président du FK et, en 1997, Raila perd les élections organisées pour la présidence du parti qui voient la victoire controversée du président sortant. Il quitte la formation politique et rejoint le petit parti d'opposition National Development Party (NDP) entrainant avec lui tous les députés FK de la province de Nyanza.

##### Élections générales de 1997
Cette fois, il participe aussi à l'élection présidentielle et termine troisième, avec 10,92 % des suffrages, derrière le président sortant et candidat du Kenya African National Union (KANU) Daniel arap Moi (40,12 %) et le candidat du Democratic Party (DP) Mwai Kibaki (31,09 %). Cependant, le NDP obtient 21 députés élus directement et un député coopté par le président de la République sur les 222 sièges que compte le Parlement national ce qui, d'un parti d'opposition sans élus, en fait la troisième formation du pays. En juin 2001, le NDP s'allie au KANU dans un cartel politique et obtient trois portefeuilles ministériels dont celui de l'Énergie pour Raila Odinga jusqu'en janvier 2003. Il devient aussi le secrétaire général du cartel.

En août 2002, le président Moi surprend tout le monde en annonçant qu'il soutiendra personnellement la candidature du jeune et inexpérimenté Uhuru Kenyatta (un des fils du premier président kényan Jomo Kenyatta) dans la course à la présidence lors des élections de décembre. En opposition totale avec les vues de Moi, Raila, accompagné par d'autres membres importants du cartel KANU-NDP tels Kalonzo Musyoka, George Saitoti et Joseph Kamotho rejoignent le Liberal Democratic Party (LDP). Pour contrer le dessein de Moi, le LDP, dont Raila a pris la tête, fait alliance avec le National Alliance Party of Kenya (NAK), le Democratic Party (DP), le Forum for the Restoration of Democracy-Kenya (FORD-K) et le National Party of Kenya (NPK). Cette alliance appelée National Rainbow Coalition (NARC) pousse la candidature de Mwai Kibaki le prétendant du DP au poste de président de la République.

##### Élections générales de 2002
Tandis que Raila est, pour la troisième fois consécutive, élu député de la circonscription électorale de Lang'ata,
Mwai Kibaki gagne largement l'élection présidentielle avec 62,2 % des suffrages devant Uhuru Kenyatta (31,3 %). Le LDP devient le deuxième parti politique du pays avec 59 sièges de députés dont celui de Raila Odinga qui est reconduit pour la deuxième fois dans la circonscription électorale de Lang'ata.

Raila est nommé ministre des Infrastructures et du Logement mais n'obtient pas le poste de Premier ministre que Kibaki avait promis de créer et de lui offrir s'il gagnait les élections arguant qu'il est impossible de changer la Constitution. De même, la promesse faite au LDP d'obtenir la moitié des postes ministériels n'est pas tenue.

Les désaccords entre le président et Raila Odinga sont de plus en plus nombreux. Le point culminant survient lorsque Mwai Kibaki veut présenter une réforme de la Constitution donnant plus de pouvoirs politiques au chef de l'État. Cette réforme soumise au référendum du 21 novembre 2005 est rejetée par 58,12 % des votants. En réaction, le président Kibaki congédie l'entièreté du gouvernement deux jours plus tard et, deux semaines plus tard, forme un nouveau gouvernement qui ne comporte plus aucun membre du LDP.

Raila Odinga décide alors d'être candidat à l'élection présidentielle de décembre 2007 et crée son propre parti politique : l’Orange Democratic Movement (ODM). Son symbole est une orange en référence au symbole visuel qui représentait le « non » lors du référendum (le « oui » était imagé par une banane).

En janvier 2006, Raila demande une protection policière à la suite de menaces de mort reçues. Le ministre de la Sécurité nationale Mirugi Kariuki la lui refuse et l'accuse de rechercher seulement un « effet publicitaire ».

En août 2006, il reçoit le soutien du sénateur américain Barack Obama qu'il déclare être son « cousin » à la BBC. Cette déclaration suscite la polémique dans les médias,. En fait, cette déclaration est mal interprétée par le journaliste ; le père de Barack Obama et la mère de Raila Odinga sont du district kényan de Siaya et, selon la tradition des Luo, ils sont cousins.

Image du lancement de la campagne électorale de Raila Odinga dans le parc Uhuru le 6 octobre 2007.

En septembre, le ministre de la Justice Martha Karua interpelle Raila Odinga au Parlement à propos de suspicions de corruption à charge de sa société East African Spectre dans la cession de 55 % des terrains où est bâti l'établissement public de transformation de mélasse en biocarburant de Kisumu (Kisumu Molasses Plant) à la société canadienne Energem,.

En août 2007, sous l'impulsion de Kalonzo Musyoka, certains membres de l'ODM  forment un nouveau parti : l’Orange Democratic Movement–Kenya (ODM-Kenya). Le 29 août, ses adversaires politiques l'accusent d'avoir signé un protocole d'accord avec les leaders politiques de la communauté musulmane, ce que Raila dément.
Le 1er décembre 2007, lors d'une conférence nationale du parti à Nairobi où les délégués doivent voter pour un candidat  à l'élection présidentielle de décembre 2007, il est largement plébiscité par  2 656 voix de préférence,.

Son programme politique est centré sur l'économie, la lutte contre la corruption, la dévolution du pouvoir aux régions (Majimbo en swahili soit littéralement « Groupe des régions »), l'éducation libre dans les universités, les soins de santé, la place des musulmans au Kenya et, surtout, la promesse de l'instauration d'une nouvelle Constitution plus moderne et démocratique.
 
Alors que, le 6 octobre, Raila Odinga commence sa campagne électorale dans le parc Uhuru à Nairobi avec une assistance record, trois de ses partisans sont abattus (dont un mortellement) par les gardes du corps de Stanley Livondo (le candidat du PNU concourant pour le siège de député de la circonscription électorale de Lang'ata détenu par Raila depuis 1992).

Le dernier sondage d'opinion effectué le 18 décembre prédit Raila Odinga (qui remonte dans les sondages par rapport au 23 novembre) vainqueur de l'élection présidentielle pour 45 % des sondés contre 43 % en faveur de Mwai Kibaki.

##### Élections générales de 2007

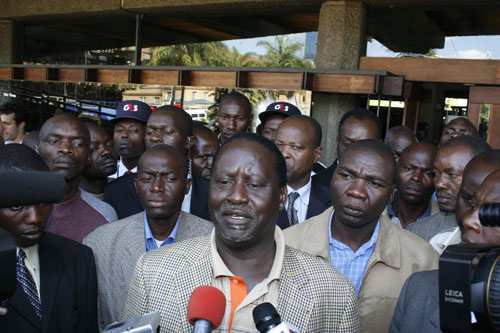
Raila Odinga s'adressant à la presse le 31 décembre 2007 après l'annonce de sa défaite à l'élection présidentielle.

Lors de cette élection, Raila reçoit un soutien massif dans les provinces de Nyanza, occidentale, de la vallée du Rift et de la côte mais aussi de personnalités emblématiques telle Wangari Maathai. Dans la soirée du 30 décembre 2007, Samuel Kivuitu (en), qui vient juste d'être reconduit, pour cinq ans, par Kibaki à son poste de président de la commission électorale (Electoral Commission of Kenya), le déclare battu par 232 000 voix de différence en faveur du président sortant contrairement aux tendances des derniers résultats enregistrés. Controversée par les observateurs de l'Union européenne qui demande un recomptage des bulletins de vote, cette annonce est immédiatement contestée par le camp de Raila et entraine la plus grande crise de violence survenue du Kenya.
Le 28 février 2008, grâce à la médiation de Kofi Annan, l'ancien secrétaire général des Nations unies, un accord de partage du pouvoir entre le président Kibaki et Raila est signé, et entériné à l'unanimité par le Parlement le 18 mars, pour résoudre la crise. Il se matérialise par la nomination de Raila Odinga au poste de Premier ministre le 13 avril suivant. Quatre jours plus tard, il prête serment et un gouvernement de coalition est constitué.
Cependant, malgré le relatif état d'apaisement politique, les tensions entre Mwai Kibaki, Raila Odinga et le vice-président Kalonzo Musyoka restent bien présentes (ce dernier n'acceptant pas d'être relégué au second plan).
En décembre 2008, il s'oppose à un projet de loi voté, à l'unanimité, par le parlement et devant restreindre la liberté de la presse

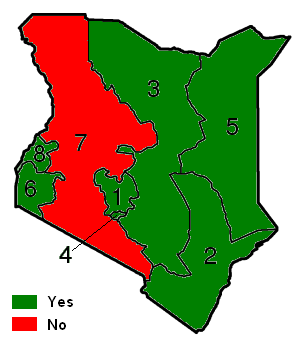
Carte des résultats du référendum sur la nouvelle Constitution. En vert les provinces favorables et en rouge la seule province défavorable (Vallée du Rift).

Le 4 août 2010, le texte de réforme de la Constitution, incluant la Charte des droits et libertés, chère à Raila (maintenant soutenu par Kibaki) est accepté, contre la position d'un autre membre influant de l'ODM, le ministre des Hautes études William Ruto (soutenu, lui, par l'ex-président Daniel arap Moi), par la majorité des 72,1 % de Kényans ayant participé au référendum populaire (70 % de votes favorables contre 30 % de défavorables).
Le 15 décembre 2010, le président du parti ODM et ministre de l'Industrialisation en place, Henry Kosgey (en), un proche de Raila Odinga, est précisément nommé par le procureur de la CPI, Luis Moreno Ocampo, comme étant un des six principaux accusés des crimes contre l'humanité commis lors des violences postélectorales de 2007-2008.
Mandaté par l'Union africaine, à partir du 3 janvier 2011, et pendant trois jours, il tente de résoudre la crise politique entre Laurent Gbagbo et Alassane Ouattara. Il est accompagné par Boni Yayi, Pedro Pires et Ernest Koroma, mandatés eux par la Communauté économique des États de l'Afrique de l'Ouest. Leur unique mission est de convaincre Laurent Gbagbo d'abandonner de manière pacifique le pouvoir. Elle est un échec.
Le 17 mai 2011, il soutient la candidature devant l'Assemblée nationale du controversé Willy Mutunga au plus haut poste de la magistrature judiciaire : celui de juge en chef. Celui-ci est, constitutionnellement, élu au poste le 20 juin 2011.
Le 24 août 2011, il parvient, étrangement avec le soutien du président Kibaki, à exclure William Ruto de l'ODM.

##### Élections générales de 2013
La conférence nationale des délégués de l'ODM du 7 décembre 2012 désigne officiellement Raila Odinga comme leur candidat à la prochaine élection présidentielle.
Afin de contrecarrer les autres coalitions politiques, il forme, lui aussi, une alliance entre l'ODM, le WDM-K de Kalonzo Musyoka et le FORD-K de Moses Wetangula. Cette alliance est appelée Coalition for Reforms and Democracy (CORD) avec Odinga pour seul candidat à l'élection présidentielle. Concentré sur cette présidentielle, il ne se représente pas à sa succession comme député de la circonscription électorale de Lang'ata.
Selon la Constitution, pour l'emporter au premier tour, un candidat doit réunir au moins 25 % des votes dans au moins 24 comtés différents et 50 % de l'ensemble des votes plus un (majorité absolue). Deux d'entre eux obtiennent ensemble 93,38 % des 12 330 028 bulletins de vote déposés : le vice-premier ministre et ministre des Finances sortant Uhuru Kenyatta et Raila Odinga.

Raila obtient 43,31 % du total des suffrages et, au moins, 25 % dans 30 comtés différents. Kenyatta récolte 50,07 % et, au moins, 25 % dans 42 comtés différents ce qui, dès le premier tour, en fait le président élu de la république du Kenya.

Raila Oginga, conformément à la possibilité donnée par l'article 140.1 de la Constitution, dépose, en date du 16 mars 2013 une pétition auprès de la Cour suprême pour contester la validité du scrutin présidentiel, arguant de bourrages d'urnes, de dysfonctionnements du système électronique de transmission des votes vers l'IEBC et de l'inorganisation de cette dernière. La Cour rend son jugement le 30 mars suivant en déclarant que « l'élection générale fut libre et impartiale » et que « Uhuru [lire Uhuru Kenyatta] et son colistier Ruto [lire William Ruto] ont été valablement élus », et en publie la version intégrale le 16 avril.

##### Élections présidentielles de 2017
Lors de l'élection présidentielle d'août 2017, il est de nouveau opposé à Uhuru Kenyatta. Le 9 août 2017, Uhuru Kenyatta remporte l'élection avec un écart de 1,4 million de voix. La Cour suprême du Kenya est saisie par Raila Odinga concernant le résultat de cette élection le 18 août 2017. Elle déclare l'élection invalide par 5 voix sur 7 car elle « n'a pas été conduite en accord avec la Constitution » le 1er septembre 2017. Une nouvelle élection doit avoir lieu 60 jours au maximum après la décision. Elle est initialement fixée au 17 octobre puis reportée au 26 octobre 2017. Critiquant la date du scrutin, qu'il juge unilatérale, Odinga exige, pour y participer, l'audit du système électronique, la démission de la Commission électorale et la possibilité pour d'autres candidats de participer au scrutin comme le garantit la Constitution. Le 6 septembre 2017, sept membres de la commission électorale, dont le président de l'institution et le responsable informatique sont écartés, la nomination d'une nouvelle équipe les remplaçant dans leurs attributions, sans qu'ils ne soient officiellement renvoyés.
Le 10 octobre 2017, alors qu'une loi stipulant que le retrait d'un candidat de la présidentielle impliquait automatiquement la victoire du candidat encore en lice est en préparation, et qu'une partie des membres de l'opposition aient fait défection en faveur de Kenyatta et que d'autres se soient contentés d'exercer leurs nouveaux mandats de parlementaires, il annonce retirer sa candidature et réclame un nouveau scrutin,. Cependant, il poursuit ses meetings et ne fait pas de démarche officielle pour retirer sa candidature. Le 11 octobre 2017, le Parlement vote la loi en question.
Le 11 octobre 2017, tous les candidats du scrutin d'août 2017 sont autorisés à participer à la nouvelle élection. La Cour suprême a estimé dans un précédent jugement qu'un tel retrait provoquait l'annulation du scrutin avec un nouvel appel à candidature pour une nouvelle élection. Kenyatta fait également appel de la réintégration des autres candidats.
Le 18 octobre 2017, une membre de la commission électorale démissionne.
Le 30 octobre 2017, il est officiellement annoncé qu'Uhuru Kenyatta a été réélu président de la République lors de l'élection du 26 octobre précédent.
Le 20 novembre 2017, la Cour suprême rejette à l'unanimité les recours contre le scrutin. Le président Uhuru Kenyatta prête serment le 28 novembre 2017.
Le 31 janvier 2018, Odinga s'autoproclame « président du peuple », puis le gouvernement met fin à la diffusion de trois chaînes ayant diffusé la cérémonie et fait arrêter un député de la NASA (National Super Alliance, une alliance des partis de l'opposition dont fait partie l'ODM) ayant participé à la cérémonie. Par ailleurs, les autorités expulsent également l'opposant Miguna Miguna (en) vers le Canada, prétextant qu'il aurait renoncé à sa nationalité kenyane, ce que l'intéressé dément, tandis que la justice demande au gouvernement d'autoriser les chaînes à réémettre provisoirement.
Le 10 mars 2018, Kenyatta et Odinga signent un accord de réconciliation.

##### Élection présidentielle de 2022
En décembre 2021, Odinga annonce sa candidature à l'élection présidentielle prévue pour août 2022. Lors de cette déclaration de candidature, Raphael Tuju, le secrétaire général du Parti du jubilé, le parti du président Kenyatta est présent. Le soutien du président Kenyatta à la candidature d'Odinga est officialisé en février 2022 alors que William Ruto, le vice-président, est lui aussi candidat.
En mai 2022, Odinga choisit Martha Karua comme colistière pour la vice-présidence. Ce choix se fait au détriment de Kalonzo Musyoka qui, mécontent, quitte la coalition Azimio La Umoja.
Le 15 août 2022, William Ruto est déclaré vainqueur de l'élection présidentielle, mais les résultats, annoncés par le président de la commission électorale, sont rejetés par quatre des sept membres de l'instance. Le 22 août 2022, Raila Odinga conteste les résultats de l'élection présidentielle devant la Cour suprême mais, le 5 septembre, celle-ci confirme l'élection de Ruto,.

#### Commission de l'Union africaine
En février 2024, Raila Odinga annonce sa candidature au poste de président de la commission de l'Union africaine. Il est soutenu par le président Ruto. Considéré comme le favori pour cette élection, Odinga est en tête lors des premiers tours du scrutin mais se fait dépasser par Mahamoud Ali Youssouf qui est élu président au 7e tour du scrutin,.

### Vie privée

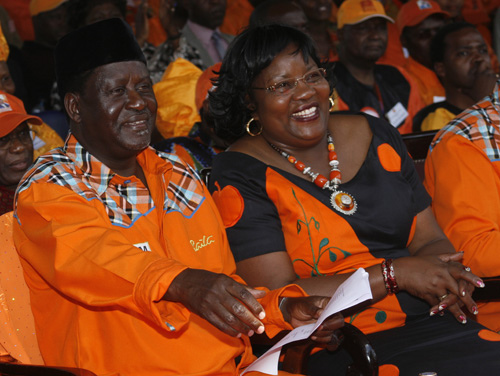
Raila Odinga et son épouse Ida durant un meeting politique en 2007.

Alors que Raila Odinga est maître de conférences à l'université de Nairobi, il fait la connaissance d'Ida Anyango Oyoo (née en 1950) qu'il épouse en 1973.

De cette union naissent quatre enfants :
- Fidel né le 1er février 1973, mort le 4 janvier 2015 à Karen (en) (Nairobi)[64] et nommé en l'honneur de Fidel Castro ;
- Rosemary née en 1977 ;
- Raila né en 1979 ;
- Winnie née en 1990 et nommée en l'honneur de Winnie Mandela.

Élevé et baptisé par effusion selon la philosophie religieuse anglicane, il perd cette foi lorsqu'il opte pour l'idéologie communiste. Plus tard, il revient vers des croyances religieuses chrétiennes et, le 3 mai 2009, se fait baptiser par immersion dans sa résidence privée du quartier de Karen, dans le sud-ouest de Nairobi.
Raila fut aussi joueur de football dans le club de division régionale de Kisumu Union (devenu depuis le Re-Union) où il évoluait comme milieu de terrain offensif sous le numéro 9.

## Personnalité politique
Catalogué comme marxiste par ses opposants politiques, Raila Odinga est un démocrate socialiste selon la définition donnée par François Mitterrand à la « gauche non-communiste ».

Son programme devant faire du Kenya un État multipartite et démocratique  a toujours été sa ligne de conduite mais ses actions et déclarations publiques sont ambiguës. Ce qui explique que ses compatriotes luo le surnomment Agwambo (« le mystérieux »).

## Anthroponymie des prénoms et surnoms

### Prénoms
- Raila : syncope du mot luo rayila signifiant « ortie » (peut-être opérée à la suite d'une mauvaise transcription phonétique sur l'acte de naissance ?)[66]. Jadis, il n'était pas rare que les Luo donnent un prénom non classique à leur tradition mais rappelant une période de difficulté.
- Amolo : prénom féminin d'origine luo signifiant « née en fin de nuit (entre 3 et 5 heures) » (cf. signification des prénoms luo). Pourquoi un prénom féminin ? Selon la tradition, soit Raila suit une série d'enfants de sexe féminin (ce qui n'est, ici, pas le cas puisqu'il est le deuxième d'une fratrie ou son aîné est aussi un garçon), soit il est nommé pour perpétuer la mémoire d'une de ses deux grand-mères.

### Surnoms
Les Kényans aimant donner des surnoms, il est aussi connu sous les appellations de :
- Owadgakinyi signifiant, en luo, « frère d'Akinyi ». Ce surnom lui fut donné dans les années 1980 lorsqu'il était très mal vu, par le pouvoir politique en place, de prononcer le nom d'Odinga,
- Agwambo ce qui, en luo, signifie « mystérieux »,
- Raila parce que son père est déjà connu sous le surnom d’Odinga,
- Tinga en rapport avec tingatinga qui signifie « tracteur agricole » en swahili et qui était l'emblème du NDP, son parti politique en 1997,
- Jakom ce qui, en luo, signifie « tribun, orateur populaire et éloquent ». Littéralement : ja = « homme de... » et kom = « chaise »,
- RAO pour « Raila Amolo Odinga »,
- PM pour Prime minister (« Premier ministre »).